# Saab Viggen
Saab 37 Viggen (en suec: « raig ») és un avió de combat fabricat per la companyia sueca Saab entre els anys 1970 i 1990 amb la finalitat de reemplaçar al Saab 35 Draken. Del Viggen es van arribar a produir diverses variants, exercint rols d'avió interceptor, avió d'atac i de reconeixement aeri, així com una variant biplaça.

## Desenvolupament
Els primers estudis per desenvolupar un successor del Saab 35 Draken es van realitzar entre 1952 i 1957, on va participar el dissenyador finlandès Aarne Lakomaa. La construcció va començar en 1964, amb el primer vol de prova en 1967. L'objectiu era produir un caça monomotor amb capacitat STOL que pogués utilitzar pistes improvisades com carreteres i autopistes en cas d'atac nuclear a les instal·lacions militars. Altres requisits eren una velocitat supersònica a baixa altitud i aconseguir Mach 2 a altes cotes i la possibilitat de fer aterratges curts amb angles d'atac baixos per evitar el dany a les pistes improvisades.
Per aconseguir-los, Saab va seleccionar una configuració singular: una ala en delta convencional amb ales canard a major altura. Les ales canard s'han convertit en un tipus comú en els caces actuals, usant-se en avions com l'Eurofighter Typhoon i el IAI Kfir. Tant les seves ales convencionals com les canard produeixen sustentació, pel que, el Viggen, pot ser considerat un biplà modern. Per resistir la tensió en aterratges, Saab va utilitzar titani en gran part del Viggen, especialment en el fuselatge, i va afegir un tren d'aterratge inusual per caces, però comuna en avions de passatgers i càrrega, amb dues rodes en tàndem. L'avió va ser dissenyat perquè des d'un principi fos fàcil de reparar i mantenir, fins i tot amb personal poc entrenat.
L'avió va ser dissenyat utilitzant una alta proporció de tecnologia i experiència estatunidenca, gràcies a l'acord de cooperació en tecnologia militar entre Estats Units i Suècia. Els Estats Units desitjaven una Força Aèria Sueca forta per poder protegir els submarins balístics desplegats a la costa oest de Suècia. Conseqüentment, la construcció de l'avió va ser més ràpida i barata que hagués estat en un altre cas.
La variant JA 37 està impulsada amb un motor turboventilador Svenska Flygmotor RM8B, una versió del Pratt & Whitney JT8D que s'utilitzava en avions comercials com el Boeing 737 i el Douglas DC -9, però amb postcremador. El motor podia fer una inversió d'empenyiment durant els aterratges, una característica compartida amb el Panavia Tornado. El Viggen utilitzava un ordinador de navegació Datasaab CK37.
El primer esquadró operacional es va crear el 1972, amb una versió optimitzada per a combat a terra. Després es van lliurar 110 unitats del model original AJ 37 i 18 unitats del biplaça d'entrenament SK 37, 26 unitats de la versió de reconeixement SF 37, per reemplaçar al S 35 Draken en 1975, i altres 26 unitats SH 37 per a reconeixement marítim van ser construïdes en 1974, reemplaçant al Saab 32 Lansen.
Tot i que el Viggen va ser posat en oferta mundialment, i era considerat un avió competent, no es van realitzar exportacions. Una de les raons per que no es van fer van ser els estrictes controls del govern suec per a la venda d'armes a països no democràtics, els dubtes dels potencials compradors sobre la continuïtat del manteniment i les peces de reparació ofertes i les pressions diplomàtiques per part d'altres països. Estats Units va bloquejar l'exportació del Viggen a l'Índia en 1978 al no expedir una llicència d'exportació del motor RM8/JT8D, forçant a l'Índia a escollir al SEPECAT Jaguar en el seu lloc.
L'última versió del Viggen va ser l'interceptor JA 37. Les últimes 149 unitats del JA 37 es van lliurar el 1990. Es van realitzar diverses actualitzacions durant els anys següents, principalment en l'equip de cabina, armes i sensors, però va ser retirat el 25 de novembre de 2005, a favor del nou avió de Saab, el Saab Gripen.

## Especificacions JA 37 Viggen
Característiques generals
- Tripulació: 1
- Longitud: 16,4 m
- Envergadura: 10,6 m
- Alçada: 5,9 m
- Superfície de l'ala 46 m²
- Pes buit: 9.500 kg
- Pes carregat: 17.000 kg
- Pes màxim d'enlairament: 20.000 kg
- Motor: 1× Volvo RM8B turboventilador amb postcremador
  - Impuls normal: 72,1 kN
  - Impuls amb postcremador: 125 kN

 Rendiment 
- Velocitat màxima: Mach 2.1, 2.231 km/h a 11.000 m
- Abast: 2.000 km
- Sostre de servei: 18.000 m
- Ràtio d'ascens: 203 m/s

Armament

1x canó Oerlikon KCA 30 mm
6x estacions per 2 míssils RB71 Skyflash, 4 AIM-120 AMRAAM, o 6 AIM-9 Sidewinder